# Саурамбаев, Жанбек Негматович
Жанбе́к Негма́тович Саурамба́ев (каз. Жәнібек Нығметұлы Сауранбаев; 5 мая 1940, Алма-Ата, Казахская ССР, СССР — 24 октября 2016, Алма-Ата, Казахстан) — советский волейболист, игрок сборной СССР (1965—1967). Обладатель Кубка мира 1965, чемпион Европы 1967, чемпион СССР 1969. Связующий. Заслуженный мастер спорта СССР (1970).

## Биография
Выступал за команду «Буревестник» (Алма-Ата). Чемпион СССР (1969), серебряный (1968 и 1970) и бронзовый (1967 и 1971) призёр союзных первенств. В составе сборной Казахской ССР дважды становился бронзовым призёром Спартакиад народов СССР (1967 и 1971). Победитель Кубка европейских чемпионов 1970 и 1971. Значительный вклад в становление игрока внес О.К. Жарылгапов.
В сборной СССР в официальных соревнованиях выступал в 1965—1967 годах. В её составе: бронзовый призёром чемпионата мира 1966, победитель розыгрыша Кубка мира 1965, чемпион Европы 1967.
Окончил Казахский государственный институт физической культуры.
После окончания игровой карьеры в 1972—1978 работал заведующим кафедрой физического воспитания Казахского политехнического института.
В 1978—1982 — старший тренер команды «Дорожник» (Алма-Ата).
В 1981-1984 гг. работал тренером в Кувейте.
C 1984 по 1989 год работал деканом по работе с иностранными студентами Алма-Атинского архитектурно-строительного института (ААСИ), с 1989 по 2016 год — заведующий кафедрой физического воспитания КазНТУ им. Сатпаева.